# Jean Dampierre av Namur
Jean Dampierre av Namur, född 1267, död 31 januari 1330, styrde Namur från år 1305 till 1330. Han var en medlem av ätten Dampierre och var son till Guy av Dampierre, greve av Flandern och Namur och dennes andra maka Isabella av Luxemburg. Jean var far till Blanka av Namur, drottning av Sverige och Norge.

## Biografi
I september år 1290 blev han förlovad med Blanka av Frankrike, dotter till Filip III av Frankrike. Istället gifte sig Jean med Margareta av Clermont, dotter till Robert, greve av Clermont och Beatrix av Bourgogne, år 1307. Han var Margaretas andra make. Hon dog år 1309, två år efter bröllopet.
Jeans andra fru var Marie av Artois (1291 – 22 januari 1365 i Wijnendale), Dam av Merode, dotter till Filip av Artois och Blanka av Bretagne. De gifte sig genom avtal  i Paris den 6 mars 1310. Som hemgift gav Jean henne Wijnendale slottet i Flandern, fastställt av greven av Flandern (hans halvbror, Robert III) år 1313.

## Barn
- Jean II av Namur 1310 – 1335 (var greve av Namur från år 1330 till 1335)
- Guy I av Namur 1311 – 1336 (var greve av Namur från 1335 till 1336)
- Henrik av Namur 1312 – 1333
- Filip III av Namur 1319 – 1337 (var greve av Namur från 1336 till 1337)
- Blanka av Namur 1320 – 1363 (drottning av Sverige och Norge, gift med Magnus Eriksson)
- Marie av Namur 1322 – 1357
- Margareta av Namur 1323 – 1383
- Vilhelm av Namur 1324 – 1391 (var greve av Namur från år 1337 till sin död år 1391)
- Robert av Namur 1325 – 1391
- Ludwig av Namur 1325 – 1378/86
- Elisabet av Namur 1329 – 1382